# Sedmikrásky
Sedmikrásky je český barevný film režisérky Věry Chytilové, klíčové dílo české nové vlny, natočené v roce 1966.

## Děj a inspirace
Dvě dívky (Jitka Cerhová a Ivana Karbanová) se nudí a začnou si užívat podle své fantazie, v níž je dovoleno vše, což může mít pro okolí zničující účinky. Inspirací pro film se staly postavy družiček z experimentální hry divadla Semafor Sekta od Jiřího Suchého. Věra Chytilová dokonce nabídla Suchému spolupráci na scénáři (kvůli odlišnému pohledu na dílo z projektu odstoupil) a Jiřímu Šlitrovi na hudební stránce snímku.

## Politické přijetí
V květnu 1967 vystoupil v Národním shromáždění ČSSR poslanec Jaroslav Pružinec s interpelací, v níž kritizoval filmy Sedmikrásky a O slavnosti a hostech, prohlásil o nich, že „nemají s naší republikou, socialismem a ideály komunismu nic společného“ a požádal o jejich stažení z kin. Vláda sice jeho výtku odmítla, ale oba filmy postihlo omezení v propagaci a distribuci. Skupina režisérů na to reagovala protestním dopisem, který byl veřejně čten na IV. sjezdu československých spisovatelů a který patřil mezi spouštěče výrazného opozičního hnutí v řadách kulturních pracovníků v době před začátkem pražského jara.

## Soundtrack
Hudbu k filmu složili Jiří Šlitr a Jiří Šust. Ačkoliv v Československu nikdy nevyšla na desce, v roce 2007 tento soundtrack poprvé vydalo britské hudební vydavatelství Finders Keepers Records. Na trh ji uvedlo pod anglickým titulem Daisies, a to jak na vinylové LP desce, tak také na kompaktním disku.